# Juan Manuel González Sandoval
Juan Manuel González Sandoval MNM (ur. 20 lutego 1964 w Guáscuaro) – meksykański duchowny rzymskokatolicki, biskup Tarahumara od 2017.

## Życiorys
Święcenia kapłańskie otrzymał 2 lipca 1991 w zgromadzeniu Misjonarzy Narodzenia Maryi. Był m.in. wychowawcą zakonnych seminariów, koordynatorem duszpasterstwa powołań oraz proboszczem zakonnej parafii w Sanjuanito.
4 lutego 2017 papież Franciszek mianował go biskupem diecezjalnym diecezji Tarahumara. Sakry udzielił mu 1 kwietnia 2017 nuncjusz apostolski w Meksyku - Franco Coppola.